# Cyrtandra chrysea
Cyrtandra chrysea är en tvåhjärtbladig växtart som beskrevs av Charles Baron Clarke. Cyrtandra chrysea ingår i släktet Cyrtandra och familjen Gesneriaceae. Inga underarter finns listade i Catalogue of Life.